# قنات أبراهيم (سرتشهان)
قنات أبراهیم (بالفارسية: قنات ابراهیم) هي منطقة سكنية تقع في إيران في قسم سرتشهان الريفي. يقدر عدد سكانها بـ 476 نسمة .